# عروسية النالوتي
عروسية النالوتي أديبة وكاتبة سيناريو تونسية، من مواليد عام 1950 بجزيرة جربة. ومؤلفة رواية تماس، إحدى أفضل مائة رواية عربية.

## سيرتها  الذاتية
زاولت تعليمها الابتدائي والثانوي والعالي بتونس العاصمة، تحصلت على الإجازة في اللغة والآداب العربية سنة 1975. اشتغلت بعد التخرج بالتعليم في المعاهد الثانوية، كما عملت في الحقل الصحفي وأنتجت عديد البرامج الإذاعية. وكتبت المقالة الصحفية والقصة القصيرة والرواية والمسرحية، ولها عديد الدراسات الأدبية. عضو نادي القصة واتحاد الكتاب التونسيين. حررت مقالاً في صفحة كاملة عن دور المرأة في المجتمع في جريدة العمل لتتوالى بعد ذلك كتاباتها في الصحف والمجلات ،

## من مؤلفاتها
- البعد الخامس ـ مجموعة قصصية سنة 1975
- مراتيج ـ رواية  سنة 1985
- جحا ـ هجمة النمل على قرية التين والزيتون ـ قصص للأطفال 1974
- تماس ـ رواية 1995 [3]

## كتابة سيناريو
ساهمت في كتابة سيناريوهات أفلام التونسية:
- فيلم خشخاش للمخرج سلمى بكار (2006)[4]
- فيلم ثلاثون للمخرج الفاضل الجزيري (2008).[5]